# Steffen Hamann
Steffen Hamann (Rattelsdorf, 14 de junho de 1981) é um basquetebolista profissional alemão, atualmente joga no Brose Baskets.

## Carreira
Hamann integrou o elenco da Seleção Alemã de Basquetebol nas Olimpíadas de 2008